# امامزاده گنبد اوستی
امامزاده گنبد اوستی مربوط به دوره صفوی - دوره قاجار است و در شهرستان ورزقان، بخش خاروانا، شهر خاروانا واقع شده و این اثر در تاریخ ۲۸ اسفند ۱۳۸۵ با شمارهٔ ثبت ۱۸۹۰۳ به‌عنوان یکی از آثار ملی ایران به ثبت رسیده است.